# Дуже англійський скандал
«Дуже англійський скандал» (англ. A Very English Scandal) — британський комедійно-драматичний телесеріал, створений за однойменною книгою Джона Престона 2016 року.

## Сюжет
Джеремі Торп, ліберальний член парламенту, вступає у протистояння із незадоволеним колишнім коханцем Норманом Джозиффом з яким у нього були стосунки впродовж декількох років.
Торп боїться погроз Нормана, оскільки від цього може постраждати його політична кар'єра. На допомогу Торпу приходить колега від ліберальної партії Пітер Бесселл, який тимчасово змушує Джозиффа мовчати давши йому трохи грошей.
Торпа обирають лідером Ліберальної партії. Він стає наймолодшою людиною за століття, яка очолила партію та одружується з молодою дівчиною на ім' я Керолайн Олпасс. У пари народжується хлопчик. Тим часом Норман став ще більше психологічно нестабільним. Тепер він живе під ім'ям Норман Скотт, пиячить та вживає наркотики. Одного дня Норман телефонує Керолайн і розповідає їй про свій минулий роман з її чоловіком. Вона приголомшена цією звісткою.
Керолайн помирає в 1970 році, а Торп оплакує її смерть. Він планує вбити Нормана, але його плани постійно відкладаються через різні обставини.
У 1973 році Торп одружується з Меріон Стайн, графинею Гервуд, і продовжує підніматися по кар'єрних сходинах у сфері політики. Одного разу Торп випадково зустрічає Нормана Джозиффа, панікує і просить давнього друга організувати вбивство Нормана. Убивцю наймають за 10 000 фунтів стерлінгів, проте він зазнає невдачі, вбивши тільки собаку Джозиффа. Джозифф повідомляє про злочин поліції, адже він переконаний, що його замовив Торп.
Найманий вбивця постає перед судом за спробу заподіяти шкоду Джозиффу. Норман Джозифф просить у поліції два листи від Торпа, які він передав їм у 1960-х роках. Торп вирішує запобігти поширенню цих листів, опублікувавши свою власну версію подій. Він йде у відставку з посади лідера Ліберальної партії в травні 1976 року.
Торп також балотується на переобрання до парламенту, але втрачає своє місце Тоні Спеллеру від партії консерваторів.
Торп та інші співучасники постають перед судом за змову вбивства Нормана Джозиффа. У травні 1979 року починається судовий процес, ЗМІ повідомляють про всі його подробиці. Норман дає свідчення, пояснюючи, що він хоче мати картку національного страхування та щоб його історія була почута. Суд стає на бік Торпа, якого разом з іншими співучасниками визнають невинним.

## Актори та ролі
•Г'ю Ґрант — Джеремі Торп
•Бен Вішоу — Норман Джозифф/Норман Скотт
•Алекс Дженнінґс — Пітер Бесселл
•Патриція Годж — Урсула Торп
•Моніка Долан — Меріон Торп
•Пол Гілтон — Девід Холмс
•Джонатан Гайд — Девід Нейплі
•Ів Майлз — Гвен Перрі-Джонс
•Девід Бамбер — Артур Гор, 8-й граф Арран
•Джейсон Воткінс — Емлін Хусон
•Блейк Гаррісон — Ендрю Ньютон
•Мішель Фокс — Лін
•Едріан Скарборо — Джордж Карман
•Мікеле Дотріче — Едн Дружб
•Еліс Орр-Юінг — Керолайн Олпасс
•Майкл Калкін — Реджі Модлінг
•Сьюзен Вулдрідж — Фіона Гор, графиня Арранська
•Ентоні О'Доннелл — Лео Абс
•Наомі Бетрік — Даяна Стейнтон
•Діфан Двіфор — Джордж Дікін